# Ан-32
Ан-32 (по кодификации НАТО: Cline) — советский военно-транспортный многоцелевой самолёт.

## История
Ан-32 является единственным за всю историю советской авиации самолётом, который был создан специально для поставки на экспорт и не был принят на вооружение в СССР.
Индийцы осознали для себя необходимость использования военно-транспортного самолёта для снабжения высокогорных опорных пунктов. Предпосылкой к этому явились результаты индо-пакистанских конфликтов и ухудшение отношений с Китаем в начале 1970-х годов.
Изначально индийские ВВС пытались использовать американский Lockheed С-130 Hercules, они облетали на нем несколько высокогорных площадок, но оказалось, что в условиях разрежённого воздуха на С-130 пилоты не могли справиться с выравниванием судна, посадки получались очень жёсткими, не обошлось и без происшествий, включая аварию с поломкой шасси. В то же время в схожих условиях с Ан-12 подобных проблем не возникало, но ввиду своих больших размеров он не очень подходил для высокогорных площадок со сложными подходами.
В любом случае Дели принял решение о сотрудничестве с ОКБ Антонова, речь шла о поставке 150 самолётов. Сам Антонов предложил индийцам обратить внимание на уже существующий Ан-26. Те присмотрелись и нашли в нём ряд достоинств, но заказчики не увидели возможности работать с высокогорных аэродромов ввиду недостатка мощности двигателей.
Требования к самолёту выставлялись крайне жёсткие: машина должна была уметь летать в самых труднодоступных высокогорных районах на границе с Китаем и Пакистаном, обладать высокой тяговооружённостью и высокой проходимостью по необорудованным аэродромам. Главной потенциальной задачей ставилось достижение потолка 6000 м на одном работающем двигателе. На тот момент ни один самолёт в мире такими возможностями не обладал.
Для конструкторов изначально задача виделась в оснащении Ан-26 более мощными двигателями, была применена силовая установка от Ан-12, установлены двигатели АИ-20М мощностью 4250 э. л. с. и воздушные винты АВ-62И диаметром 4,5 м, что позволило увеличить мощность на 50 %. При этом пришлось установить двигатели над крылом и обеспечить зазоры, так как увеличенным в размерах винтам не хватало пространства для вращения, лопасти касались фюзеляжа. Были заменены приборы контроля силовой установки, установлены колёса с тормозами увеличенной энергоёмкости. В связи с возросшей необходимой посадочной скоростью было увеличено давление в тормозной системе с 90 до 120 атмосфер. Конструкторы поменяли вспомогательный двигатель РУ19А-300 на более компактный турбогенератор ТГ-16, способный обеспечивать пуск двигателей на аэродромах высотой до 4500 м. Первоначальные работы были закончены в том же 1975 году. В СССР самолёт получил название Ан-32.
В середине 1990-х годов производство Ан-32 было прекращено. После десятилетнего перерыва в начале 2005 года киевский завод «Авиант» возобновил выпуск самолётов (первым стал пожарный Ан-32П для Ливии). В августе 2009 года ещё шесть Ан-32 заказал Ирак (были поставлены в 2011—2012 годах).
По состоянию на 2015 год ориентировочная стоимость одного модернизированного самолёта Ан-32 составляла 15 млн долларов..

## Описание
Может эксплуатироваться в различных климатических условиях, в том числе в условиях жаркого климата (до +50 °C) и на высокогорных аэродромах (до 4500 м). Основное назначение данного самолёта — перевозка грузов на линиях малой и средней протяжённости. Также его можно использовать для перевозки людей, парашютного десантирования людей и платформ с грузами, а также в санитарном варианте для перевозки раненых.

### Характеристики Ан-32В
- Размах крыла (м) — 29,2
- Длина самолёта (м) — 23,7
- Высота (м) — 8,75
- Площадь крыла (м²) — 74,98
- Крейсерская скорость (км/ч) — 500—530
- Крейсерская высота (м) — 8000
- Эксплуатационный потолок (м) — 8100
- Взлётный вес (кг) — 27000
- Максимальная посадочная масса (кг) — 27000
- Масса пустого самолёта (кг) — 16800
- Масса снаряжённого самолёта (кг) — 17308
- Максимальный запас топлива (кг) — 5500
- Максимальная нагрузка (т) — 6,7
- Дальность полёта (км):
  - с грузом 6,7 т — 780
  - с грузом 5,0 т — 1600
  - с максимальным запасом топлива и грузом 4,3 т — 2050
- Необходимая длина ВПП (м) — 1800
- Тип двигателя — 2 × АИ-20Д-5М
- Мощность двигателя, кВт (э. л. с.) — 2 × 3812 (5180)
- Срок службы двигателя — 6000 часов.
- Срок службы самолёта — 16000 часов или 8000 полётов.
- Экипаж — 3—4
- Количество пассажиров:
  - солдат — 50
  - десантников — 42
  - раненых (на носилках) — 24

### Краткое техническое описание Ан-32Б
Самолёт оснащён двумя турбовинтовыми двигателями, установленными над центропланом крыла, цельнометаллический высокоплан имеет однокилевое хвостовое оперение с двумя подфюзеляжными гребнями. В состав экипажа входят трое человек: левый лётчик, правый лётчик и бортмеханик
. Основным конструкционным материалом планера самолёта являются алюминиевые сплавы, также широко применяются и неметаллические материалы, такие как стеклопластик и волокнит.
Фюзеляж, представляющий собой балочно-стрингерный полумонокок, разделён на три отсека: передний, средний и отсек крепления оперения.
Передний и средний отсеки фюзеляжа выполнены герметичными, лётно-навигационное оборудование и радиооборудование расположены в отсеке крепления оперения, доступ к которым проходит через люки, расположенные в нижней панели отсека.
На каждой стороне грузового отсека есть четыре иллюминатора, одно из которых расположено в аварийном люке. Все окна самолёта, за исключением обогреваемого стеклянного фонаря, сделаны из органически ориентированного стекла.
Крыло самолёта имеет двухлонжеронный, кессонный тип. Оно состоит из монолитного, прессованного центроплана, двух средних и двух отъёмных частей. Крыло прикрепляется к фюзеляжу при помощи восьми фитингов и двух дуг, закрепленных на лонжеронах и соединённых с обшивкой фюзеляжа. В кессоне центроплана находятся десять топливных баков, а кессон каждой средней части крыла являет собой бак-отсек.
Каждое крыло оснащено закрылками площадью 15 м², автоматическими предкрылками и элеронами, угол наклона закрылков на взлёте и посадке - 15 и 38 градусов соответственно, элероны отклоняются на 24° вверх и на 24°.
Хвостовое оперение состоит из двухлонжеронного стабилизатора с рулем высоты с площадью 5,16 м2 и углом отклонения вверх 25°, а вниз - 20° и киля с форкилем и однолонжеронным рулем направления площадью 16,7 м² с углом отклонения в 25 градусов. Рули высоты и направления имеют осевую аэродинамическую компенсацию и 100-процентную балансировку веса.
Силовая установка включает в себя два турбовинтовых двигателя АИ-20Д 5-й серии с  четырехлопастными воздушными винтами. Мощность механически управляемого двигателя в режиме взлёта составляет 5180 э. л. с, а в крейсерском полёте мощность равняется 2800 э. л. с. Удельный расход топлива составляет 240 и 198 г/э. л. с.•ч. Длина двигателя равняется 3,1 м, двигатель в сухой массе весит 1040 кг. Силовая установка включает в себя топливную, масляную, противопожарную, систему, а также системы запуска, управления и контроля. Топливная система самолёта подразделяется на две автономные системы, находящихся в левом и правом полукрыле. Системы соединяются друг с другом трубопроводом с краном кольцевания. Полная эксплуатационная заправка самолёта топливом составляет 7100 л.
Шасси представляют собой трёхопорную схему с нетормозным носовым колесом, состоящую из передней опоры полурычажного типа с рулевым механизмом, убирающуюся в нишу под кабиной экипажа и основных телескопических опор, убирающихся против полёта в специальные отсеки мотогондол. Все опоры двухколёсные и оснащаются азотно-масляными амортизаторами.
Система управления самолётом механическая, безбустерная. На штурвале левого лётчика установлен специальный вибрирующий механизм, который искусственно создаёт тряску штурвалов при выходе самолёта на критические углы атаки. Также самолёт оснащается механической системой стопорения на земле рулей и элеронов.
Электросистема самолёта обеспечивает питание постоянным током с напряжением 27 В и переменным однофазным током частотой 400 Гц с напряжением 115 В, а также переменным трёхфазным током в 400 Гц и 36 В. Распределительные сети переменного и постоянного однофазного тока по своему типу однопроводные, трёхфазного тока соответственно трехпроводные с изолированным нулём.
Гидравлическая система представляет собой основную и вспомогательную систему, питаемых из одного гидробака объемом  37 л. В качестве использующейся жидкости для работы систем применяется около 65 л масла АМГ-10. Гидросистема предназначается для торможения колес, уборки-выпуска шасси, управления передней опорой, нижнего аварийного люка, привода закрылков и стеклоочистителей, флюгирования винтов и останова двигателей, отката-наката рампы.
Светотехническое оборудование обеспечивает внутреннее освещение кабин и отсеков самолёта, подсветку приборов и внутрикабинную сигнализацию, внешнее освещение (две посадочно-рулежные фары ПРФ-4М по бортам носовой части фюзеляжа и фара подсветки стабилизатора ФПК-250 на левом борту хвостовой части) и внешнюю сигнализацию (АНО и проблесковые маяки).
Радиоэлектронное оборудование самолёта разделяется на радионавигационное, радиосвязное и радиолокационное. Радионавигационного оборудование включает в себя радиовысотомер РВ-5РМ, дальномер СД-75, два автоматических радиокомпаса АРК-15М, навигационно-посадочную аппаратуру «Курс МП-70», два прибора слепой посадки ПСП-48, РСБН «Веер-М» и ДИСС-013-26ШМ. В состав радиосвязного оборудования входят связная KB радиостанция «Микрон», две командные радиостанции Р-863 МВ-ДВМ диапазона, переговорное самолётное устройство СПУ-8 и магнитофон ПС-503БС. Радиолокационное оборудование состоит из самолётного ответчика СО-72М и РСЛ «Гроза-32А».
Пилотажно-навигационное оборудование включает в себя два комбинированных прибора ДА-30, три комбинированных указателя скорости КУС-730/1100К и указатель числа М МС-1К, три барометрических высотомера ВМ-15К, ВМФ-50К и ВЭМ-72К-ЗА1, систему директорного управления «Привод АНЭ-1/2», курсовую систему ГМК-1ГЭ, автопилот АП-28Л1И2, магнитный компас КИ-13К, бортовой самописец КЗ-63, автомат углов атаки и сигнализации перегрузок АУАСП-24КР-1, авиагоризонт АГБ-ЗК, БСРПП «Тестер-УЗ», блок контроля кренов БКК-18, два сигнализатора приборной скорости, систему сигнализации опасной скорости сближения с землёй ССОС и прочее оборудование.
Погрузочно-разгрузочное оборудование самолёта включает в себя верхнее и напольное погрузочное устройство, трос для загрузки колесной техники, а также систему блоков. Верхнее погрузочное устройство состоит из монорельса, закрепленного на потолке кабины, двух кареток с крюками и двух электролебедок и способно поднимать груз с земли или борта автотранспорта весом в 3000 кг. Напольное погрузочное устройство состоит из лебедки БЛ-56, закрепленной на левой стороне грузовой кабины и погрузочного троса, используется для передвижения платформы с грузом вдоль кабины. Грузы весом более 3000 кг, а также несамоходная колесная техника загружаются при помощи троса, наземного тягача и блоков, установленных в грузовой кабине.
Швартовочное оборудование самолёта включает в себя 50 стренг для захвата техники, 48 одинарных и двойных съёмных узлов, 40 швартовочных ремней, четыре ремня-стяжки, а также две швартовочные сетки.
Система защиты от обледенения включает в себя электротепловую, воздушно-тепловую и жидкостную систему защиту от обледенения самолёта. Электротепловая система обеспечивает защиту от обледенения лобовых стекол фонаря лопасти и коков воздушных винтов. Воздушно-тепловая система обеспечивает незамерзание стабилизаторов, центроплана крыла, воздухозаборников двигателей, предкрылок, киля, а также воздушно-масляных и воздухо-воздушных радиаторов, также используется обдув теплым воздухом блистера и фонаря для предотвращения запотевания. Жидкостная система с ёмкостью спиртового бака в 2,6 литра обеспечивает защиту от обледенения блистера штурмана.

## Модификации

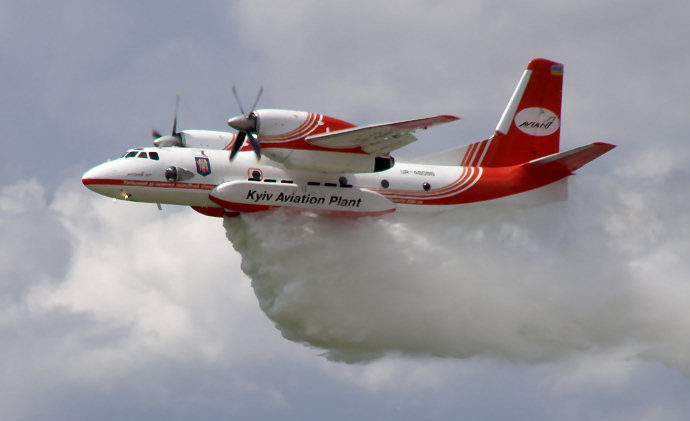
Пожарный самолёт Ан-32П, 2006 год

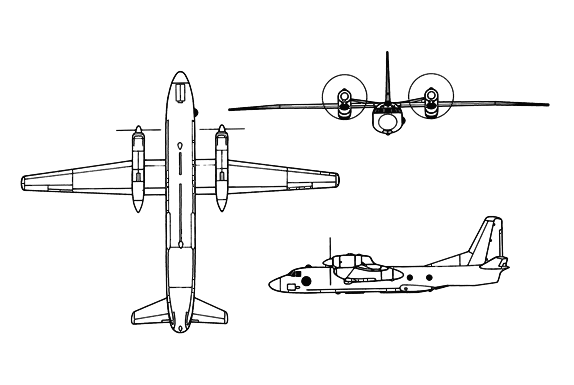
Три проекции Ан-32

| Название модели | Краткие характеристики, отличия. |
| --------------- | --- |
| Ан-32           | Базовая с индийским БРЭО (бортовое радиоэлектронное оборудование). |
| Ан-32А          | С советским БРЭО. |
| Ан-32Б          | Самолёт для коммерческих грузовых перевозок с более мощной ВСУ. Грузоподъёмность увеличена на 500 кг. Разработан в 1987 году. Сертифицирован в 1995 году. |
| Ан-32Б-100      | С двигателями АИ-20Д серии 5М. В 2000 году переоборудован 1 самолёт. |
| Ан-32Б-110      | Вариант Ан-32Б-100 с экипажем из 2 человек. |
| Ан-32Б-200      | Повышена грузоподъёмность, установлены модифицированные двигатели АИ-20Д серии 5М с увеличенным ресурсом до первого ремонта, имеются дополнительные легкосъёмные топливные баки |
| Ан-32В          | Военный вариант Ан-32Б. |
| Ан-32Д          | Дальний. Отличается 2 дополнительными наружными несъёмными топливными баками по 1500 л. |
| Ан-32П          | Самолёт для тушения пожаров. Отличается 2 наружными выливными агрегатами общим объёмом 8000 л. |
| Ан-32RE         | Модернизация Ан-32 для ВВС Индии. Грузоподъёмность самолёта увеличена до 7,5 т, установлено оборудование предупреждения столкновения самолётов в воздухе, оборудование раннего предупреждения столкновения с землёй, система спутниковой навигации, самолётные дальномеры, модернизированные радиовысотомеры, новый радиолокатор с двумя многофункциональными индикаторами, новое кислородное оборудование, улучшенные кресла экипажа.                                                                                    |
| Ан-132          | Перспективная модификация, разрабатываемая в кооперации с Саудовской Аравией. Технические данные — грузоподъемность Ан-132 составит 9,2 тонн, а дальность полёта будет больше, чем у Ан-32. Оборудование самолёта планируется главным образом производства США, Канады и европейских стран. С саудовской стороны партнёром выступает Taqnia Aeronautics, дочерняя организация саудовской компании по вопросам развития и инвестиций (Taqnia). Самолёт предполагается оснастить двигателями PW150A канадского производства |

## Эксплуатация

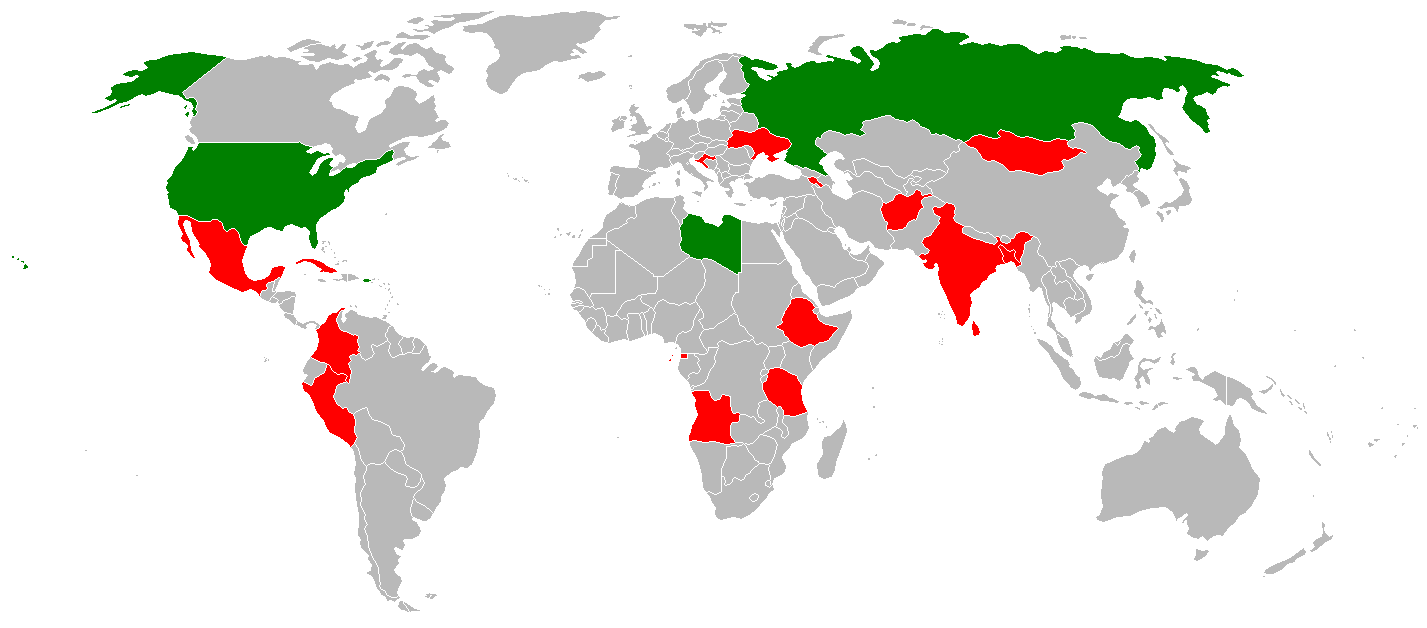
Операторы Ан-32 (страны, в которых Ан-32 эксплуатируется только гражданскими авиакомпаниями, выделены зелёным цветом)

В настоящее время[когда?] эксплуатируются более 350 самолётов Ан-32 в странах с различными климатическими условиями, среди которых страны СНГ, Индия, Шри-Ланка, Бангладеш, Колумбия, Перу, Мексика, Афганистан, Ирак, страны Африки. Модель по-прежнему находится в производстве.
- Афганистан — 1 Ан-32 на вооружении, по состоянию на 2024 год[10]. Первые самолёты были получены в 1989 году, в дальнейшем количество Ан-32 в военно-воздушных силах увеличилось до пяти. 7 мая 2008 года командование авиационных систем ВМС США (NAVAIR) купило на Украине четыре Ан-32 для ВВС Афганистана, ранее находившиеся в эксплуатации, первые два самолёта были получены в мае 2008 года[11], ещё два — в сентябре 2008 года[12]
- Ливия — в мае 2005 года были поставлены два противопожарных Ан-32П.
- Ангола — 2 Ан-32 на вооружении, по состоянию на 2024 год[13]
- Бангладеш — 3 Ан-32, вероятно в нелётном состоянии, по состоянию на 2024 год[14].
- Индия — 47 Ан-32 и 55 Ан-32RE на вооружении, по состоянию на 2024 год[15]. Самолёты сведены в шесть эскадрилий, всего 105 машин[16].
- Иордания — 3 Ан-32Б, на вооружении в силах специальных операций Иордании, по состоянию на 2016 год[17]
- Ирак — 6 Ан-32Б на вооружении, по состоянию на 2024 год[18]. Поставлены Украиной по контракту от 2009 года[19]
- Колумбия — 2 Ан-32Б на вооружении, по состоянию на 2024 год[20].
- ВВС Республики Конго — 2 Ан-32, по состоянию на 2021 год[21]
- Куба — 2 Ан-32 в ВВС, по состоянию на 2016 год[22]
- Мексика — 1 Ан-32Б в авиации ВМС, по состоянию на 2016 год[23]
- Перу — 6 Ан-32Б и 4 АН-32 на вооружении, по состоянию на 2024 год[24]
- Россия — 1 Ан-32А  (бортовой номер 48119) в авиакомпании РСК "МиГ",  2 Ан-32А и 1 Ан-32Б на хранении,  по состоянию на 20 марта 2023 год
- Судан — 2 Ан-32 на вооружении, по состоянию на 2024 год[25]
- Украина — в 2007 году 4 самолётов-пожарных Ан-32П было закуплено для авиации МЧС Украины[26]
- Хорватия — 2 Ан-32 на хранении, по состоянию на 2024 год[27].
- Шри-Ланка — 3 Ан-32Б на вооружении, по состоянию на 2024 год[28].
- Экваториальная Гвинея — 1 Ан-32Б на вооружении, по состоянию на 2024 год[29]
- Эфиопия — 1 Ан-32 на вооружении, по состоянию на 2024 год[30]
- Армения - 1 Ан-32 по состоянию на 2021 год в AirArmenia

## Катастрофы
По данным на 9 апреля 2020 года было потеряно 62 самолёта типа Ан-32, при этом погибли 577 человек. Только одна из этих катастроф произошла на территории СССР — 28 сентября 1989 года в Черниговской области.
Крупнейшая авиакатастрофа с участием самолёта данного типа произошла 8 января 1996 года в Киншасе. Перегруженный самолёт не смог взлететь и выкатился на рыночную площадь. Погибли 298 человек.
| Дата       | Бортовой номер | Место катастрофы        | Жертвы  | Краткое описание |
| ---------- | -------------- | ----------------------- | ------- | --- |
| н.д.       | K2688          | н.д.                    | н.д.    | Борт ВВС Индии. Повреждён. Выставлен в музее в Калайкунде.                                                                                        |
| 03.1986    | н.д.           | Аравийское море         | н.д.    | Борт ВВС Индии. Разбился. |
| 22.03.1986 | K2702          | Джаммуин                | 3/6     | Борт ВВС Индии. Разбился. |
| 25.03.1986 | K2729          | Индийский океан         | 7/7     | Борт ВВС Индии. Пропал над океаном при перегоне из СССР.                                                                                          |
| 14.01.1987 | D2-FA          | н.д.                    | н.д.    | Борт ВВС Анголы. Разбился. |
| 15.06.1987 | н.д.           | близ Кандагара          | 5/5     | Борт ВВС Афганистана. Разбился. |
| 21.06.1987 | н.д.           | близ Кандагара          | 3/3     | Борт ВВС Афганистана. Был сбит. |
| 14.12.1987 | н.д.           | н.д.                    | н.д.    | Борт ВВС Анголы. Разбился. |
| 16.08.1988 | н.д.           | близ Кундуза            | 39/39   | Борт ВВС Афганистана. Был сбит. |
| 07.09.1988 | н.д.           | близ Кундуза            | 16/16   | Борт ВВС Афганистана. Перевозил двух афганских генералов. Был сбит моджахедами из ПЗРК Стингер.                                                   |
| 04.10.1988 | н.д.           | Бхаисау                 | 10/н.д. | Военный борт. Разбился. |
| 28.09.1989 | 48095          | Черниговская область    | 9/9     | Отключение автопилота в полёте, самолёт вошёл в пике. Перевозил груз ракет с урановым сердечником в Москву.                                       |
| 06.03.1990 | FAP-377        | Сатипо                  | н.д.    | Борт ВВС Перу. Повреждён до степени списания. |
| 15.07.1990 | K2705          | Шиврахпур               | 10/н.д. | Борт ВВС Индии. Разбился. |
| 01.04.1992 | н.д.           | Лухди                   | 8/8     | Борт ВВС Индии. Летел в группе девяти самолётов. Из-за ошибок экипажа столкнулся с другим Ан-32.                                                  |
| 01.04.1992 | н.д.           | Лухди                   | 0/н.д.  | Борт ВВС Индии. Летел в группе девяти самолётов. Был повреждён другим Ан-32. Совершил аварийную посадку в поле.                                   |
| 10.06.1992 | 48058          | Марромеу                | 0/5     | Выкатился с ВПП на пробеге, развалился на три части.                                                                                              |
| 09.10.1992 | СССР-48088     | Могадишо                | 1/13    | Выкатился с ВПП при посадке ночью. |
| 09.02.1993 | н.д.           | Найроби                 | н.д.    | Борт ООН. Повреждён до степени списания. |
| 27.04.1993 | н.д.           | Ташгурхан               | 76/76   | Борт ВВС Афганистана. Разбился в горах в сложных метеоусловиях.                                                                                   |
| 29.06.1994 | н.д.           | н.д.                    | 50/н.д. | Борт ВВС Афганистана. Был сбит. |
| 06.07.1994 | UR-48018       | Сьерра-де-Мариола       | 5/6     | Задел верхушки деревьев и упал на склон холма при тушении лесного пожара.                                                                         |
| 08.10.1994 | HK-3929X       | Миту                    | 0/5     | Грубая посадка с разрушением шасси и возгоранием.                                                                                                 |
| 18.01.1995 | UR-48074       | Киншаса                 | 0/34    | Разбился при попытке приземления на закрытую ВПП.                                                                                                 |
| 12.09.1995 | CR-861         | близ Коломбо            | 75/75   | Борт ВВС Шри-Ланки. Самолёт упал в море при попытке вернуться на аэродром вылета.                                                                 |
| 25.10.1995 | 48981          | Уфа                     | 7/13    | В сложных метеоусловиях экипаж промахнулся мимо ВПП.                                                                                              |
| 22.11.1995 | CR-862         | близ Джафны             | 62/62   | Борт ВВС Шри-Ланки. Самолёт упал в море при заходе на посадку.                                                                                    |
| 06.01.1996 | OB-1604        | Чачапояс                | 0/44    | Борт носил имя «Manco Capac». Грубая посадка с разрушением шасси и возгоранием.                                                                   |
| 08.01.1996 | RA-26222       | Киншаса                 | 297+1/6 | Перегруженный самолёт не смог взлететь и выкатился на рыночную площадь.                                                                           |
| 11.05.1996 | OB-1685/325    | Андоас                  | н.д.    | Борт ВВС Перу. Повреждён до степени списания. |
| 22.11.1996 | 48104          | Байкит                  | 0/26    | При рулении застрял в снежном бруствере. При попытке выехать из него самолёт получил серьёзные повреждения.                                       |
| 21.12.1996 | HK-4008X       | Рионегро                | 4/4     | Разбился на подлёте к аэродрому, ошибки в пилотировании.                                                                                          |
| 1996       | ER-48077       | Калима                  | 0/н.д.  | Аварийная посадка с повреждением шасси и планера.                                                                                                 |
| 21.02.1997 | CR-865         | Коломбо                 | 3/63    | Борт ВВС Шри-Ланки. Прерванный взлёт, самолёт выкатился с ВПП в болото.                                                                           |
| 21.08.1997 | н.д.           | Бамиан                  | 7/7     | Экипаж промахнулся мимо ВПП. В катастрофе погибло несколько афганских оппозиционных лидеров.                                                      |
| 13.01.1998 | н.д.           | у Кветты                | 51/51   | Экипаж изменил маршрут из-за сложных метеоусловий, топливо полностью исчерпалось.                                                                 |
| 28.03.1998 | OB-1389        | Примавера               | 1+21/55 | На подлёте аэродрому отказал двигатель, самолёт столкнулся с трущобами.                                                                           |
| 07.05.1998 | 3D-DRV         | Ваальватер              | 0/4     | Отказ электросистемы в полёте, вынужденная посадка.                                                                                               |
| 02.08.1998 | н.д.           | Кундуз                  | 5/5     | Борт сил Талибан. Разбился при подлёте к аэродрому                                                                                                |
| 14.09.1998 | 4K-66759       | Локичоггио              | 0/7     | Возгорание двигателя из-за попадания в него птицы. После аварийной посадки самолёт сгорел.                                                        |
| 22.12.1998 | HK-3930X       | Рионегро                | 5/5     | Разбился в тумане на подлёте к аэродрому. |
| 07.03.1999 | K2673          | Дели                    | 3+18/18 | Борт ВВС Индии. На подлёте к аэродрому в условиях тумана столкнулся с бетонным резервуаром для воды.                                              |
| 03.06.1999 | н.д.           | у Хартума               | 50/50   | Борт ВВС Судана. Разбился. |
| 23.02.2000 | K2690          | Виджаянгара             | н.д.    | Борт ВВС Индии. Разбился. |
| 25.03.2000 | D2-MAJ         | Уамбо                   | 3/30    | При взлёте попал в выбоины на ВПП и развалился на две части.                                                                                      |
| 07.06.2000 | UR-48054       | Кардафан (Южный Судан)  | 0/8     | На ВПП выбежало двое местных жителей. Избегая столкновения, самолёт свернул с ВПП, подломилась передняя опора шасси.                              |
| 07.11.2000 | ER-AFA         | Луабо                   | 2/11    | На разбеге лопнула шина основной стойки шасси, самолёт выкатился с ВПП и загорелся.                                                               |
| 11.12.2000 | D2-FEO         | Лузамба                 | 0/6     | Выкатился с ВПП на пробеге. |
| 11.12.2000 | ER-AEQ         | Кафунфо                 | 0/н.д.  | Произвёл посадку до ВПП, получил повреждения. |
| 19.04.2002 | HK-4171X       | Попаян                  | 3/8     | Прерванный взлёт, самолёт выкатился за ВПП. |
| 04.04.2004 | EP-837         | Пуэрто-Эсперанса        | 0/н.д.  | Борт армии Перу. Повреждён до степени списания после грубой посадки.                                                                              |
| 01.06.2004 | 9XR-SN         | Кигали                  | 0/12    | Проблемы с шасси после вылета из Бенина. Аварийная посадка.                                                                                       |
| 26.04.2006 | ZS-PDV         | Лашкар Гах              | 3+2/16  | На ВПП выехал грузовик. Избегая столкновения, самолёт свернул с ВПП и выкатился на поселение кочевников.                                          |
| 16.12.2006 | FAM-3103       | у Акапулько             | 4/4     | Борт ВВС Мексики. Упал в море после выброски десанта.                                                                                             |
| 26.08.2007 | 9Q-CAC         | близ Конголо            | 14/15   | Отказ двигателя сразу после взлёта. Самолёт разбился при возврате на аэродром вылета. Погибли командир экипажа и второй пилот (граждане Украины). |
| 27.08.2007 | HK-4117        | Миту                    | 0/4     | Пожар из-за разлива груза (бочки с горючим) на стоянке.                                                                                           |
| 11.04.2008 | ST-AZL         | Кишинёв                 | 8/8     | Отказ транспондера после взлёта ночью. Самолёт разбился при возврате на аэродром вылета.                                                          |
| 16.04.2008 | 3C-5GE         | Аннобон                 | 13/13   | Борт Национальной Гвардии. При посадке в сложных метеоусловиях выкатился с ВПП и упал в море.                                                     |
| 28.05.2008 | 9Q-CMG         | Гома                    | 0/5     | Отказ двигателя сразу после взлёта. Разбился при аварийной посадке на аэродроме вылета.                                                           |
| 08.06.2009 | н.д.           | Аруначал-Прадеш         | 13/13   | Борт ВВС Индии. Разбился в горах. |
| 08.10.2009 | 354            | юго-западный Афганистан | н.д.    | Борт авиакорпуса армии Афганистана. Разбился при посадке.                                                                                         |
| 24.11.2010 | FAM-3101       | Монтеррей               | 5/5     | Упал правее ВПП сразу после взлёта. |
| 20.09.2014 | K2757          | Аэропорт Чандигарх      | 0/9     | Перевернулся при посадки. Возникший небольшой пожар был быстро ликвидирован                                                                       |
| 12.12.2014 | SCM-864        | Коломбо                 | 4/5     | Борт ВВС Шри-Ланки разбился при заходе на посадку в 9,5 км к северо-востоку от аэропорта Коломбо                                                  |
| 14.02.2015 | T-256          | Маланже                 | 0/47    | Борт ВВС Анголы совершил жёсткую аварийную посадку. Самолёт сгорел вскоре после приземления.                                                      |
| 14.06.2016 | EK32120        | Бор (Южный Судан)       | 0/3     | При посадке выкатился за пределы ВВП и получил повреждения..                                                                                      |
| 22.07.2016 | K-2743         | Бенгальский залив       | 29/29   | Пропал над Бенгальским заливом. |
| 03.06.2019 | K2752          | штат Ассам              | 13/13   | Борт ВВС Индии пропал с радаров в гористой местности через полчаса после вылета с аэродрома в городе Джорхат.                                     |

## Галерея

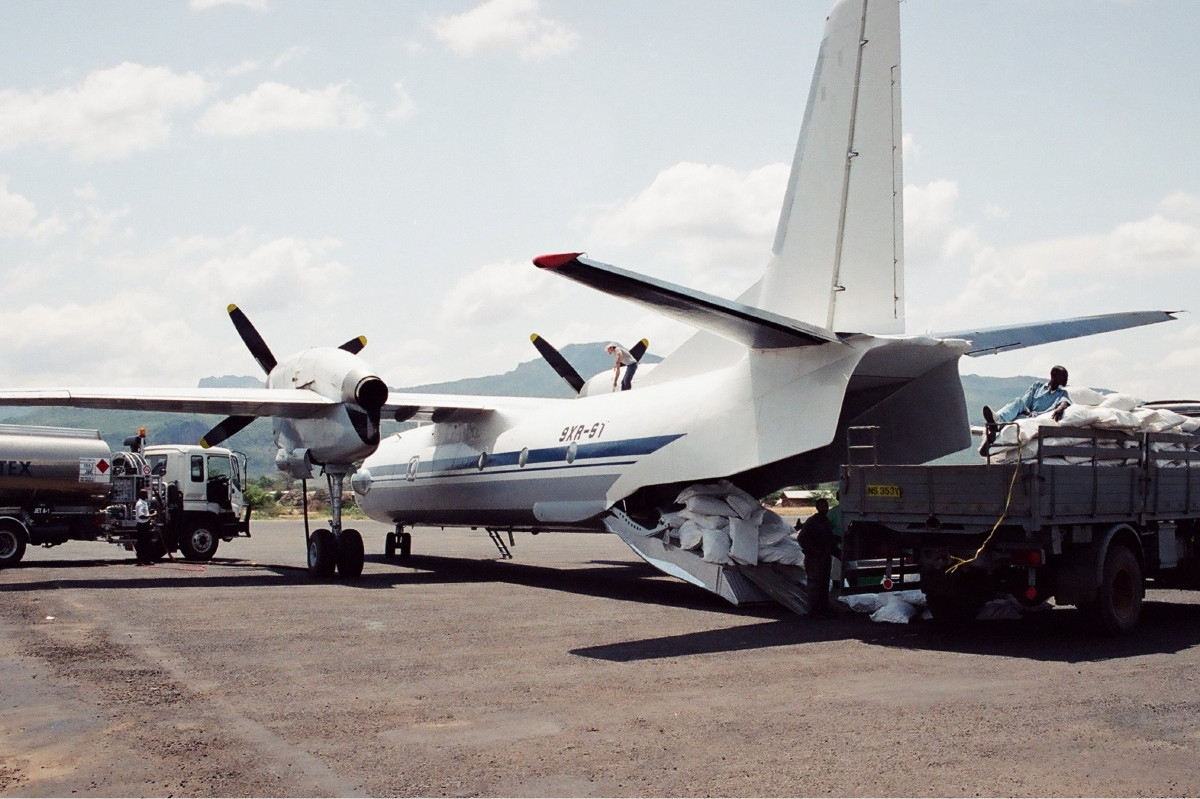
Ан-32 Sun Air Charter, 2002 год.
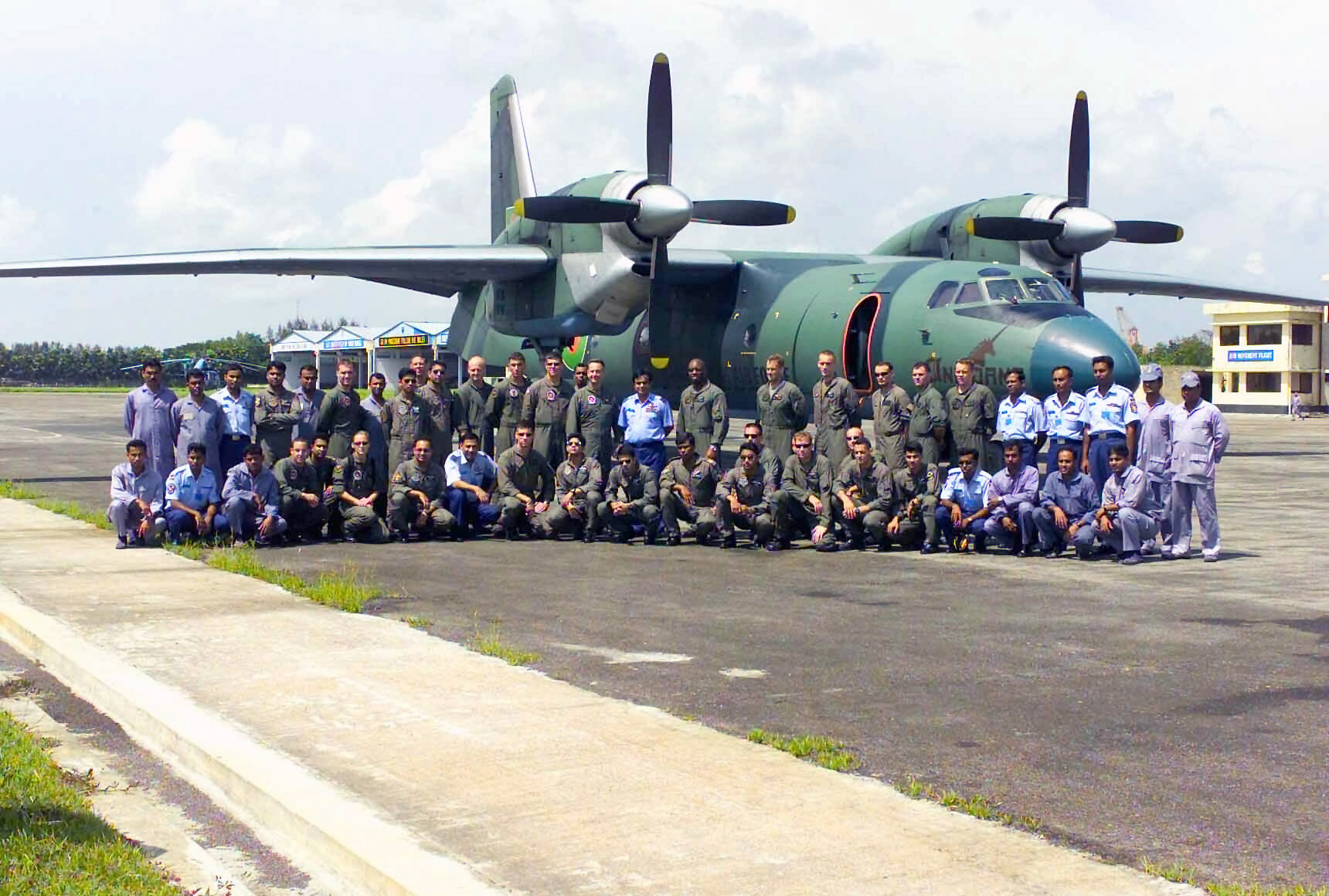
Ан-32Б ВВС Бангладеш, 2002 год.
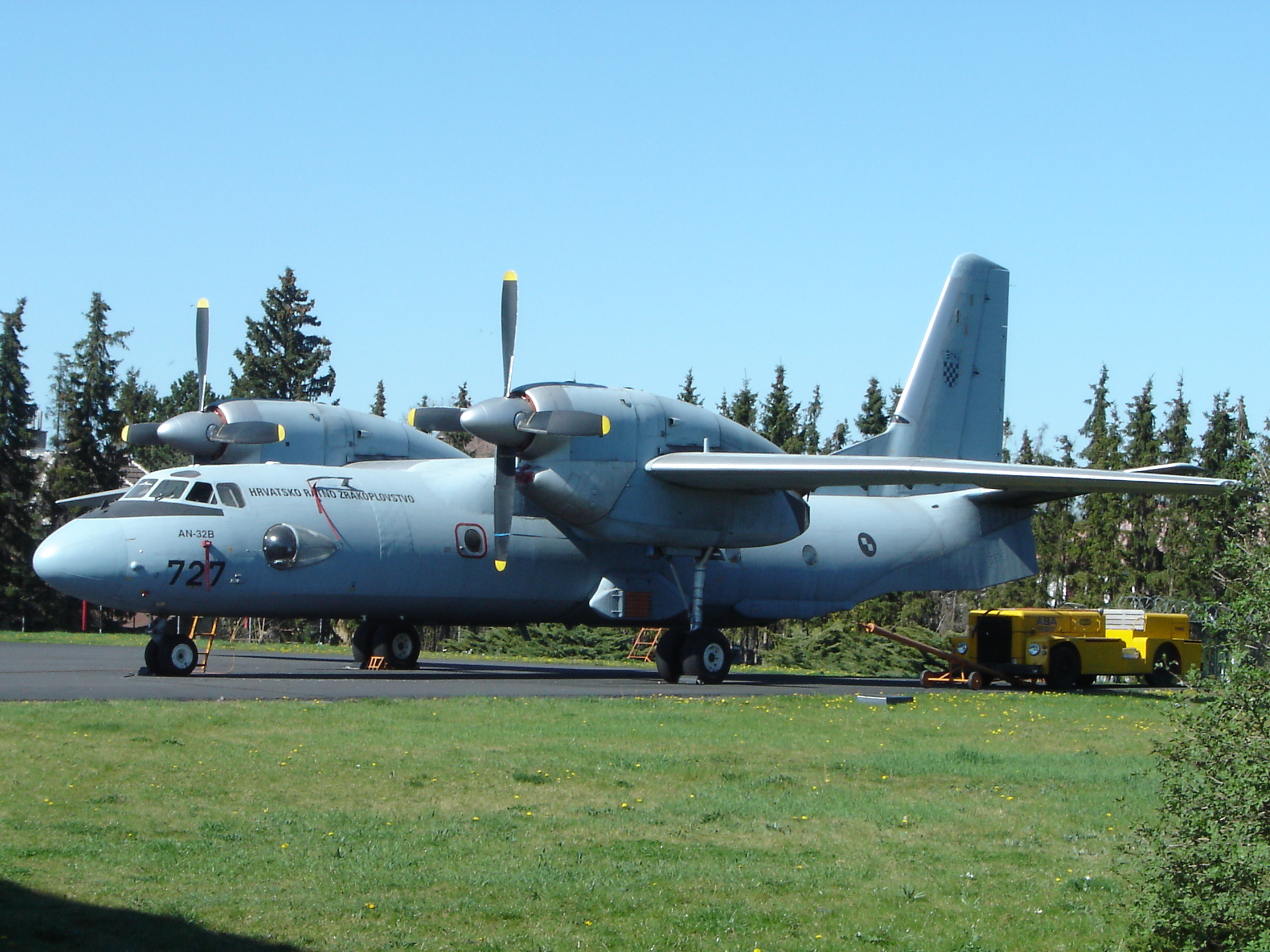
Ан-32Б ВВС Хорватии, 2007 год.
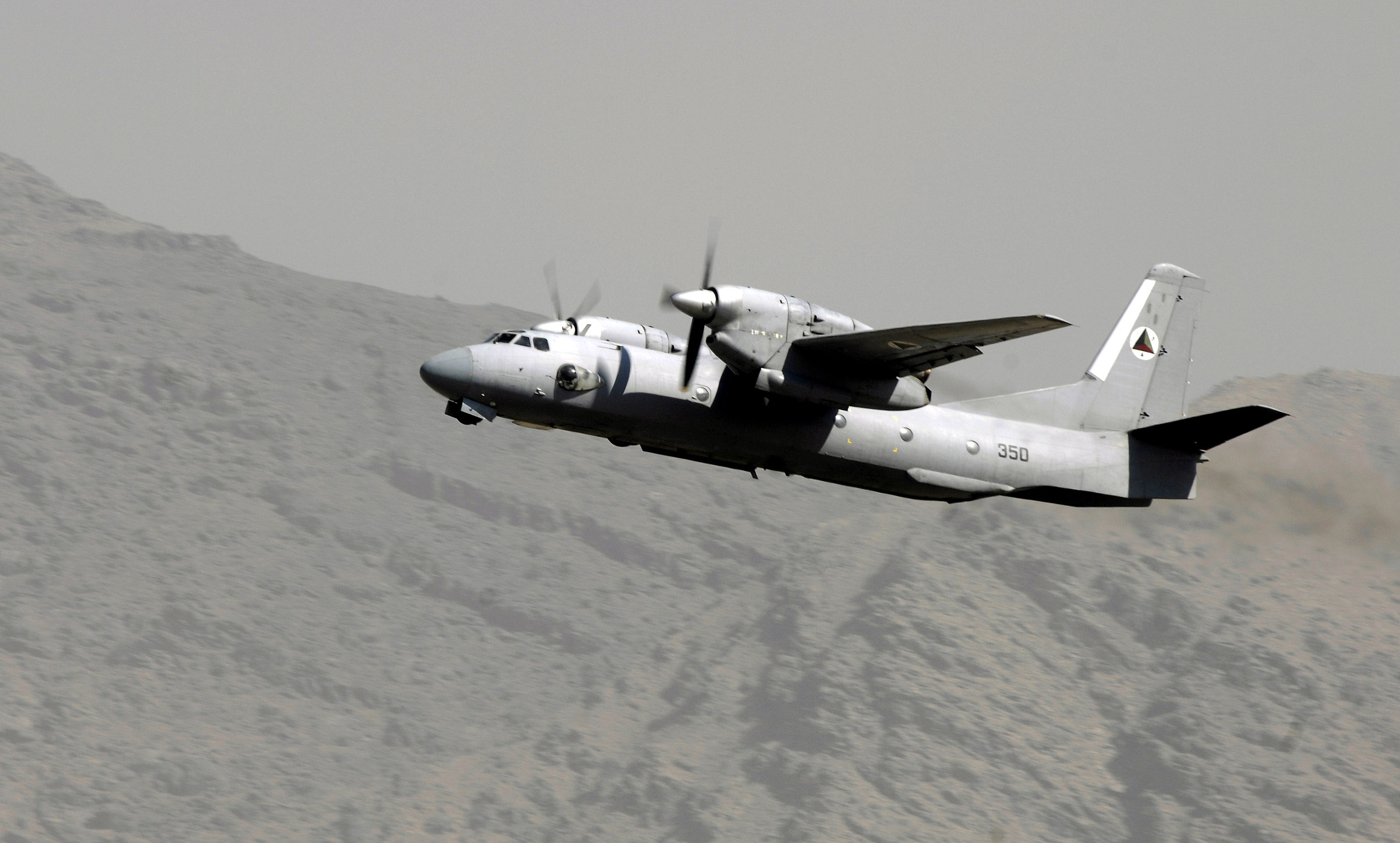
Ан-32А ВВС Афганистана, 2007 год.
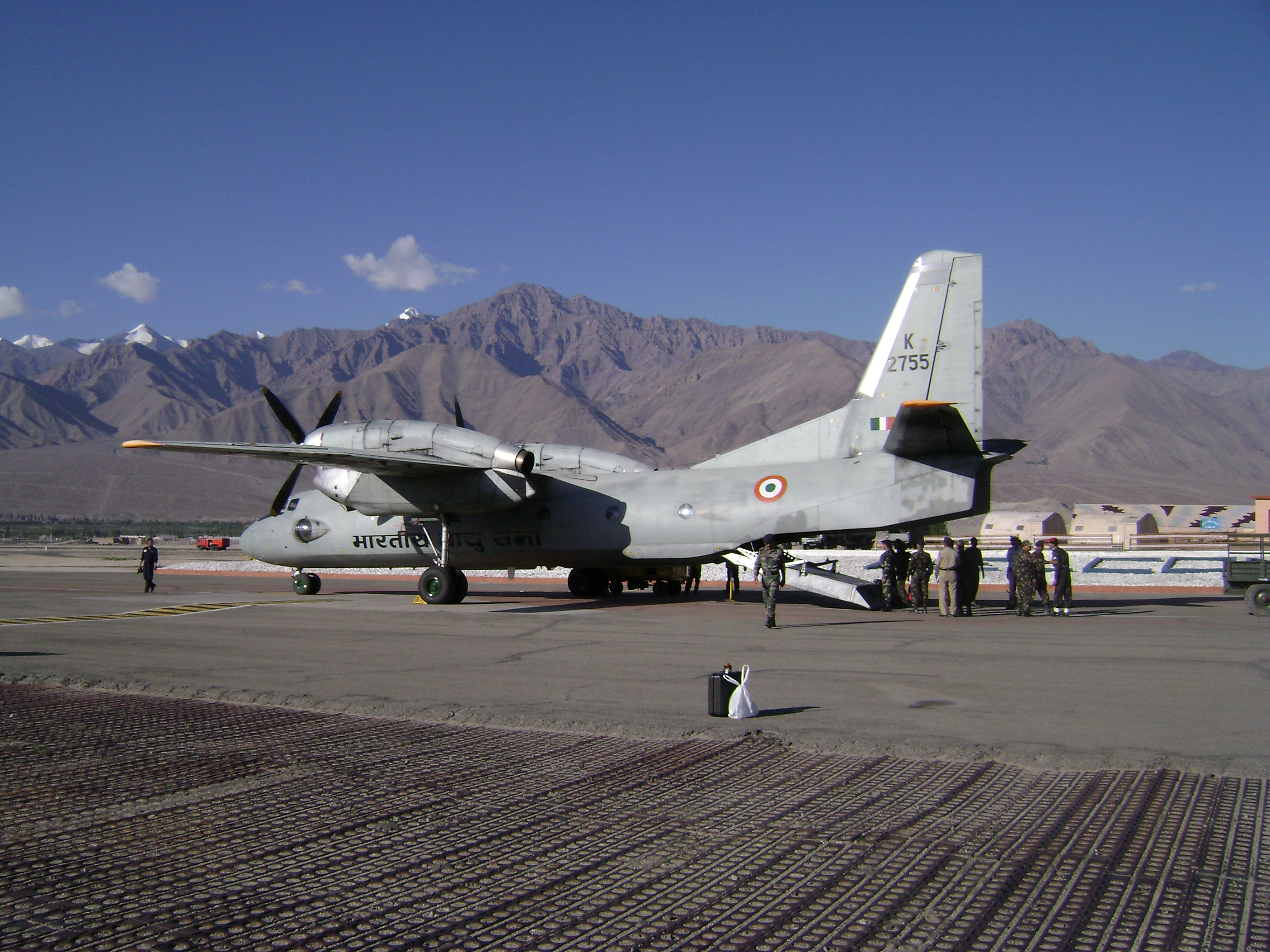
Ан-32 ВВС Индии, 2008 год.
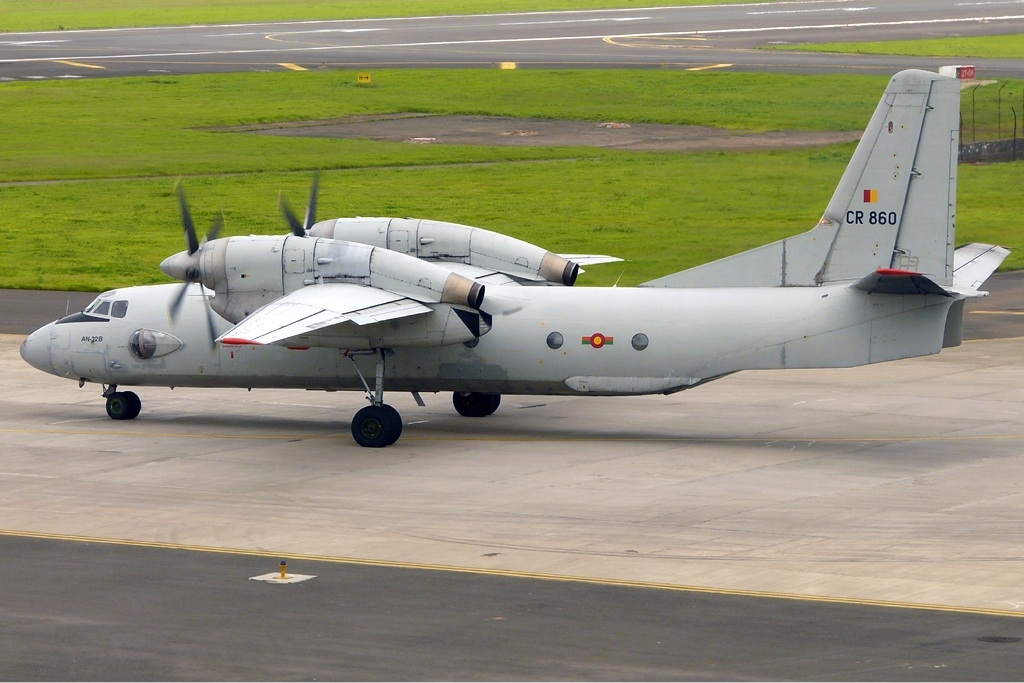
Ан-32Б ВВС Шри-Ланки, 2008 год.
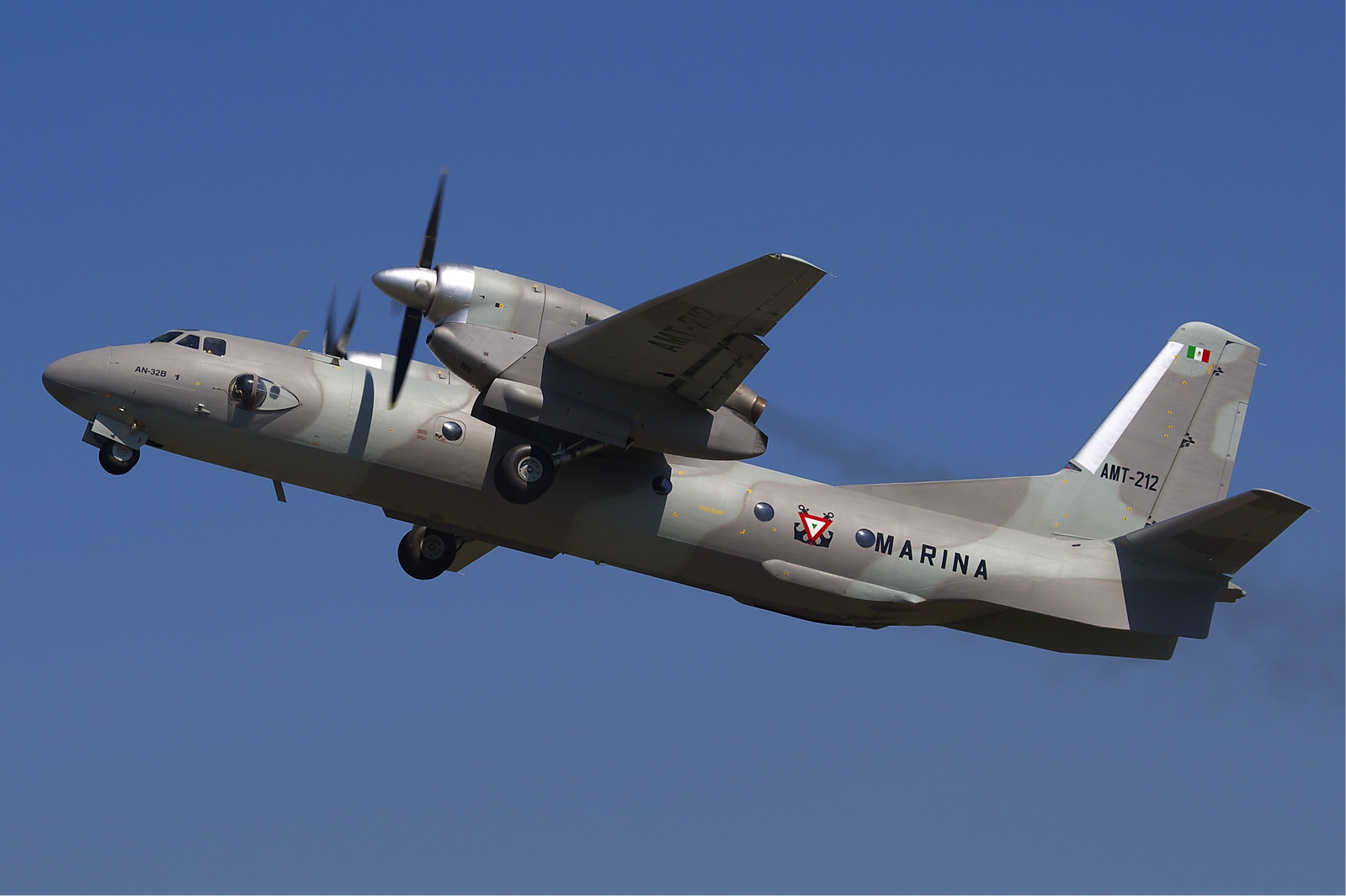
Ан-32Б ВВС Мексики, 2009 год.